# 詹姆斯·布拉德福德
詹姆斯·布拉德福德（英語：James Bradford，1928年11月1日—2013年9月13日），生于华盛顿哥伦比亚特区，美国男子举重运动员。他曾代表美国参加1952年和1960年夏季奥林匹克运动会举重比赛，获得二枚银牌。